# Vũ khúc Hungary
Vũ khúc Hungary, tên tiếng Đức đầy đủ là Ungarischen Tänze Nr. 1–21 o.op. (WoO 1), là một tập hợp 21 vũ điệu sống động dành cho piano bốn tay được nhà soạn nhạc người Đức Johannes Brahms sáng tác trong khoảng thời gian 1867–1880, lấy cảm hứng chủ yếu từ các giai điệu dân gian của người Hungary, người Di-gan và người Slav. Các tác phẩm số 1, 3, 10 về sau đã được Brahms soạn lại để có thể trình diễn bởi dàn nhạc giao hưởng. Công việc này được những nhà soạn nhạc khác, mà nổi tiếng nhất là Antonín Dvořák, tiếp tục và hoàn thành. Tác phẩm nổi tiếng nhất trong tập hợp Vũ khúc Hungary là Vũ khúc Hungary số 5 cung Fa thăng thứ (cung Sol thứ trong phiên bản giao hưởng).

## Các vũ điệu
Cuốn thứ 1. (xuất bản năm 1869)
1. cung Sol thứ: Allegro molto
2. cung Rê thứ: (phiên bản giao hưởng: Hallén, 1882): Allegro non assai – Vivace
3. cung Fa trưởng: Allegretto
4. cung Fa thứ (Fa thăng thứ trong phiên bản giao hưởng của Juon năm 1933): Poco sostenuto – Vivace
5. cung Fa thăng thứ (phiên bản giao hưởng: Parlow, 1885): Allegro – Vivace

Cuốn thứ 2. (xuất bản năm 1869)
1. cung Rê giáng trưởng (Rê trưởng trong phiên bản giao hưởng năm 1885 của Parlow): Vivace
2. cung La trưởng: Allegretto – Vivo
3. cung La thứ: Presto
4. cung Mi thứ: Allegro ma non troppo
5. cung Mi trưởng (Fa trưởng trong phiên bản giao hưởng): Presto

Cuốn thứ 3. (xuất bản năm 1880; phiên bản giao hưởng của Parlow được phát hành năm 1885 song không có khác biệt nào về nốt nhạc)
1. cung Rê thứ: Poco andante
2. cung Rê thứ: Presto
3. cung Rê trưởng: Andantino grazioso – Vivace
4. cung Rê thứ: Un poco andante
5. cung Si giáng trưởng: Allegretto grazioso
6. cung Fa thứ: Con moto – Fa trưởng: Presto

Cuốn thứ 4. (xuất bản năm 1880; phiên bản giao hưởng của Dvorak được phát hành vào tháng 10 và 11 cùng năm song không có khác biệt nào về nốt nhạc)
1. cung Fa thăng thứ: Andantino – Vivace
2. cung Rê trưởng: Molto vivace
3. cung Si thứ: Allegretto
4. cung Mi thứ: Poco allegretto – Vivace
5. cung Mi thứ: Vivace – E major: Più presto